# Anton Kiefer
Anton Kiefer (* 5. November 1627 in Solothurn; † 10. Februar 1672 im Kloster Mariastein) war ein Schweizer Benediktinermönch, Komponist, Organist, Prior und Bibliothekar des Klosters Mariastein.

## Leben
P. Anton (Johann Rudolf) Kiefer wurde in Solothurn als Sohn des Jakob Kiefer und der Magdalena Byß geboren. Er war der Neffe von Abt Fintan Kiefer. Über den Eintritt in die Klosterschule in Mariastein sind keine Daten verbürgt; seine Profess legte er am 22. Januar 1644 ab.
Als Klosterschüler in Mariastein hat P. Anton eine umfassende musikalische Ausbildung erhalten; nachgewiesen ist aber sein Orgelstudium am Stift in Schönenwerd nach der Profess (August 1644 bis Dezember 1645). Nach dem Studium der Philosophie im Kloster Muri (ab 1645) und der Priesterweihe in Mariastein am 3. April 1652 übernahm P. Anton Kiefer Aufgaben im Kloster als Lehrer an der klostereigenen theologischen Schule, als Prior, Bibliothekar, Novizenmeister und Fraterinstruktor. P. Anton Kiefer starb am 10. Februar 1672.

## Werke
P. Anton Kiefer komponierte ausschliesslich unbegleitete Vokalwerke für 4 oder 8 Singstimmen:
- Marianische Antiphone (Alma redemptoris mater, Ave regina caelorum, Salve Regina), (undatiert) vierstimmig
- Coram sanctissimo, Hymnus (1666), vierstimmig
- Domine ad adjuvandum me festina und Gloria patri et filio et spiritui sancto: Vertonung in den 8 Psalmtönen für 8 Singstimmen[3], (undatiert)
- Lytaniae lauretanae à 4 (3 Werke) und Lytaniae Lytaniae de OO.SStis. Maiores S. Marci et Rog, (undatiert)
- Clamor Filiorum / Israel Contra Dominum / Pro Hebdomada majori: vierstimmige Passionsvertonungen nach Matthäus, Markus, Lukas und Johannes, (undatiert)

Sie sind in der Musiksammlung des Benediktinerklosters Mariastein überliefert.